# Sumitomo
Sumitomo Group (住友グループ Sumitomo Group) là một trong những keiretsu lớn nhất được thành lập bởi Sumitomo Masatomo (住友 政友).
Sumitomo bắt đầu khởi nghiệp là một cửa hàng bán dược phẩm và sách vào năm 1630 tại Kyoto, Nhật Bản. Sau này, công ty phát triển lớn mạnh và lấn sân sang mảng chuyên cung cấp các thiết bị và giải pháp về công nghiệp xây dựng và tự động hóa cao.

## Các công ty thành viên Sumitomo
- Sumitomo Chemical Công nghiệp hóa chất
- Sumitomo Heavy Industries, máy móc, vũ khí, đóng tàu
- Sumitomo Mitsui Banking, tài chính
- Sumitomo Metal Industries, thép
- Sumitomo Metal Mining, Non-ferrous metals
- Sumitomo Corporation, Integrated trading company
- The Sumitomo Trust & Banking, tài chính
- Sumitomo Life Insurance, bảo hiểm nhân thọ
- Sumitomo Coal Mining, khai khoáng
- The Sumitomo Warehouse, kho bãi
- Sumitomo Electric Industries, điện tử và sản phẩm điện tử
- Mitsui Sumitomo Insurance, bảo hiểm
- Nippon Sheet Glass, thủy tinh
- NEC, các sản phẩm điện – điện tử
- Sumitomo Realty & Development, bất động sản
- Sumitomo Osaka Cement, điện cực dương pin lithium
- Sumitomo Light Metal Industries, kim loại không chứa sắt
- Sumitomo Mitsui Construction, xây dựng
- Sumitomo Bakelite, hóa chất
- Sumitomo Forestry, Lumber và housing
- Sumitomo Rubber Industries, lốp và cao su
- Sumitomo Carbide – CBN – Diamond, công cụ cắt gọt